# Smith & Wesson M&P15-22
Smith & Wesson M&P15-22 варіант самозарядної гвинтівки Smith & Wesson M&P15 під набій .22 LR, але має вільний затвор.Вона призначається для розважальної стрільба та для полювання на дичину. Нижня і верхня частина ствольної коробки зроблені з полімеру, на відміну від ствольних коробок з алюмінієвого сплаву, які зазвичай використовували у гвинтівках AR-15, крім того, гвинтівка має власні коробчасті магазини з полімеру.

## Конструкція
M&P15-22 розробили, як дешеву альтернативу для тренування використовувати гвинтівки AR-15, оскільки гвинтівка дешевша за інші гвинтівки типу AR-15, а набій .22 LR набагато дешевший за набої .223 Remington/5.56×45mm NATO. Гвинтівка має систему безпеки та затворний замок такі як і AR-15. M&P15-22 також можуть бути альтернативою в юрисдикціях, де існує обмеження на місткість магазинів під набої центрального запалення.
Нижча віддача M&P15-22 дозволяє новачкам швидше навчитися користуватися зброєю, дозволяючи їм ознайомитися з елементами управління AR-15 і не потерпати через надмірну віддачу або шум. Процес розборки схожий на такий самий процес в AR-15 та S&W M&P 15. Нижня частина стволової коробки від'єднується від верхньої натисканням на два фіксатори. У нижній частині знаходиться стандартний вузол спускового механізму M&P15, який є сумісним з більшістю УСМ гвинтівок AR-15. У верхній частині знаходиться затвор, ствол та руків'я заряджання. Проте, верхня і нижня частини ствольної коробки M&P 15-22  спеціально не сумісні зі стандартними верхньою і нижньою частинами ствольних коробок AR15/M4.

## Варіанти
M&P15-22 Sport II може мати фурнітуру MOE (Magpul Original Equipment), приціли MBUS та різьбовий ствол.
Smith & Wesson пропонують M&P 15/22 у різних варіантах фінішної обробки в тому числі Kryptek Highlander та Muddy Girl на додачу до базового чорного або коричневого кольору.

## Проблеми безпеки
У 2016 Project Appleseed тимчасово заборонив використання гвинтівок M&P15-22 на своїх практичних заняттях через серію передчасних пострілів, вимагаючи повного розслідування та виправлення ситуації з боку Smith & Wesson. Така ситуація виникла через кілька інцидентів які відбулися у різних штатах, в тому числі один випадок коли стрільця було поранено, а у іншому випадку відбувалося кілька пострілів при єдиному натисканні на спусковий гачок.